# Callionymus russelli
Callionymus russelli là một loài cá biển thuộc chi Callionymus trong họ Cá đàn lia. Loài này được mô tả lần đầu tiên vào năm 1976.

## Phân bố và môi trường sống
C. russelli được tìm thấy tại Papua New Guinea, ở độ sâu khoảng từ 3 đến 29 m.

## Mô tả
Đầu và thân của C. russelli có màu nâu nhạt; lưng có những đốm trắng nhỏ, hai bên lườn có những đốm đen lớn và nhỏ. Vây lưng thứ nhất ở con đực sẫm màu, rìa màu đen, với một đốm đen thuôn dài trên màng vây thứ hai. Vây lưng đầu tiên ở con cái có màu đen, màng vây đầu tiên màu trắng. Vây lưng thứ hai ở con đực có những vệt đốm ngang, vây hậu môn ở con đực có rìa đen. Vây đuôi, vây ngực và vây bụng có màu nâu.
Số gai ở vây lưng: 4; Số tia vây mềm ở vây lưng: 8; Số gai ở vây hậu môn: 0; Số tia vây mềm ở vây hậu môn: 8.